# Клаудія Коде-Кільш
Клаудія Коде-Кільш (нім. Claudia Kohde-Kilsch) — німецька тенісистка, дворазова чемпіонка турнірів Великого шолома в парній грі, олімпійська медалістка.
Клаудія народилася з прізвищем Коде (Kohde), але пізніше добавила до нього через дефіс прізвище свого прийомного батька.
Бронзову олімпійську медаль Коде-Кільш виборола на Сеульській олімпіаді 1988 року в парному турнірі, граючи з Штеффі Граф. У півфіналі німецька пара поступилася чеській (Яна Новотна, Гелена Сукова). Гра за третє місце тоді не проводилася й обидві пари, що програли в півфіналі, отримали бронзові медалі.
Коде-Кільш виграла 8 турнірів в одиночному розряді, але в парному її успіхи були більшими. Граючи з Геленою Суковою, вона виграла Вімблдон та Відкритий чемпіонат США. Пару Коде-Кільш/Сукова називали «баштами-близнюками».
На початку 21 століття Коде-Кільш зайнялася політикою і є активним членом партії Ліві.

## Значні фінали

### Фінали турнірів Великого шолома

#### Пари: 8 (2 - 6)
| Результат | Рік  | Турнір          | Поверхня | Партнерка       | Супротивниці                    | Рахунок            |
| --------- | ---- | --------------- | -------- | --------------- | ------------------------------- | ------------------ |
| Поразка   | 1982 | Australian Open | Трава    | Ева Пфафф       | Мартіна Навратілова Пем Шрайвер | 6–4, 6–2           |
| Поразка   | 1984 | French Open     | Ґрунт    | Гана Мандлікова | Мартіна Навратілова Пем Шрайвер | 5–7, 6–3, 6–2      |
| Поразка   | 1984 | Australian Open | Трава    | Гелена Сукова   | Мартіна Навратілова Пем Шрайвер | 6–3, 6–4           |
| Поразка   | 1985 | French Open     | Ґрунт    | Гелена Сукова   | Мартіна Навратілова Пем Шрайвер | 4–6, 6–2, 6–2      |
| Перемога  | 1985 | US Open         | Хард     | Гелена Сукова   | Мартіна Навратілова Пем Шрайвер | 6–7(5–7), 6–2, 6–3 |
| Поразка   | 1985 | Australian Open | Трава    | Гелена Сукова   | Мартіна Навратілова Пем Шрайвер | 6–3, 6–4           |
| Перемога  | 1987 | Wimbledon       | Трава    | Гелена Сукова   | Бетсі Нагельсен Елізабет Смайлі | 7–5, 7–5           |
| Поразка   | 1988 | French Open     | Ґрунт    | Гелена Сукова   | Мартіна Навратілова Пем Шрайвер | 6–2, 7–5           |

### Фінали Підсумкових турнірів року

#### Пари: 5 поразок
| Результат | Рік         | Місце проведення | Поверхня  | Партнерка     | Супротивниці                    | Рахунок                 |
| --------- | ----------- | ---------------- | --------- | ------------- | ------------------------------- | ----------------------- |
| Поразка   | 1983        | Нью-Йорк         | Килим (I) | Ева Пфафф     | Мартіна Навратілова Пем Шрайвер | 7–5, 6–2                |
| Поразка   | 1985        | Нью-Йорк         | Килим (I) | Гелена Сукова | Мартіна Навратілова Пем Шрайвер | 6–7(4–7), 6–4, 7–6(7–5) |
| Поразка   | 1986 (Mar.) | Нью-Йорк         | Килим (I) | Гелена Сукова | Гана Мандлікова Венді Тернбулл  | 6–4, 6–7(4–7), 6–3      |
| Поразка   | 1986 (Nov.) | Нью-Йорк         | Килим (I) | Гелена Сукова | Мартіна Навратілова Пем Шрайвер | 7–6(7–1), 6–3           |
| Поразка   | 1987        | Нью-Йорк         | Килим (I) | Гелена Сукова | Мартіна Навратілова Пем Шрайвер | 6–1, 6–1                |

## Фінали турнірів WTA

### Одиночний розряд: 16 (8–8)
| Перемога – Легенда                |
| --------------------------------- |
| Турніри Великого шолома (0–0)     |
| Tier I (0–0)                      |
| Tier II (0–0)                     |
| Tier III (0–0)                    |
| Tier IV (1–0)                     |
| Tier V (1–0)                      |
| Virginia Slims, Avon, other (6–8) |

| Фінали за покриттям |
| ------------------- |
| Тверде (1–1)        |
| Трава (1–0)         |
| Ґрунт (3–4)         |
| Килим (3–3)         |

| Результат | Ранг | Дата      | Турнір                 | Покриття  | Опонент             | Рахунок            |
| --------- | ---- | --------- | ---------------------- | --------- | ------------------- | ------------------ |
| Перемога  | 1.   | Січ 1981  | Toronto, Канада        | Килим (i) | Ніна Бом            | 4–6, 6–2, 7–5      |
| Перемога  | 2.   | Лип 1981  | Кіцбюель, Австрія      | Ґрунт     | Сільвія Ганіка      | 7–5, 7–6           |
| Перемога  | 3.   | Січ 1982  | Pittsburgh, US         | Килим (i) | Ева Пфафф           | 6–4, 6–0           |
| Перемога  | 4.   | Бер 1982  | Austin, US             | Килим (i) | Гелена Сукова       | 7–6(7–0), 0–6, 6–3 |
| Поразка   | 1.   | Кві 1984  | Гілтон-Гед, US         | Ґрунт     | Кріс Еверт          | 2–6, 3–6           |
| Перемога  | 5.   | Тра 1984  | Берлін West Німеччина  | Ґрунт     | Кетлін Горват       | 7–6(10–8), 6–1     |
| Поразка   | 2.   | Жов 1984  | Цюрих, Швейцарія       | Килим (i) | Зіна Гаррісон       | 1–6, 6–0, 2–6      |
| Поразка   | 3.   | Гру 1984  | Токіо, Японія          | Килим (i) | Мануела Малеєва     | 6–3, 4–6, 4–6      |
| Перемога  | 6.   | Лип 1985  | Лос-Анджелес, US       | Тверде    | Пем Шрайвер         | 6–2, 6–4           |
| Поразка   | 4.   | Сер 1985  | Торонто, Канада        | Тверде    | Кріс Еверт-Lloyd    | 2–6, 4–6           |
| Поразка   | 5.   | Січ 1986  | Worcester, UK          | Килим (i) | Мартіна Навратілова | 6–4, 1–6, 4–6      |
| Поразка   | 6.   | Бер 1986  | Marco Island, US       | Ґрунт     | Кріс Еверт-Lloyd    | 4–6, 2–6           |
| Поразка   | 7.   | Кві 1986  | Амелія-Айланд, US      | Ґрунт     | Штеффі Граф         | 4–6, 7–5, 6–7(3–7) |
| Поразка   | 8.   | Тра 1987  | Berlin, West Німеччина | Ґрунт     | Штеффі Граф         | 2–6, 3–6           |
| Перемога  | 7.   | Чер 1988  | Бірмінгем, UK          | Трава     | Пем Шрайвер         | 6–1, 6–2           |
| Перемога  | 8.   | Sept 1990 | Kitzbühel, Австрія     | Ґрунт     | Рейчел Макквіллан   | 7–6(7–5), 6–4      |

### Парний розряд: 64 (25–39)
| Перемога – Легенда                  |
| ----------------------------------- |
| Турніри Великого шолома (2–6)       |
| Турніри WTA Tour (0–5)              |
| Tier I (1–2)                        |
| Tier II (1–3)                       |
| Tier III (0–1)                      |
| Tier IV (0–3)                       |
| Tier V (2–1)                        |
| Virginia Slims, Avon, other (19–18) |

| Фінали за покриттям |
| ------------------- |
| Тверде (5–8)        |
| Трава (2–9)         |
| Ґрунт (10–8)        |
| Килим (8–14)        |

| Результат | Ранг | Дата     | Турнір                           | Покриття  | Партнер            | Опоненти                               | Рахунок                 |
| --------- | ---- | -------- | -------------------------------- | --------- | ------------------ | -------------------------------------- | ----------------------- |
| Перемога  | 1.   | Лип 1980 | Кіцбюель                         | Ґрунт     | Ева Пфафф          | Гана Мандлікова Рената Томанова        | w/o                     |
| Перемога  | 2.   | Лип 1981 | Kitzbühel                        | Тверде    | Ева Пфафф          | Елізабет Літтл Івонн Вермак            | 6–4, 6–3                |
| Поразка   | 1.   | Тра 1982 | Берлін                           | Ґрунт     | Беттіна Бюнге      | Ліз Ґордон Беверлі Моулд               | 3–6, 4–6                |
| Поразка   | 2.   | Лис 1982 | Brisbane                         | Трава     | Ева Пфафф          | Біллі Джин Кінг Енн Сміт               | 3–6, 4–6                |
| Поразка   | 3.   | Лис 1982 | Сідней                           | Трава     | Ева Пфафф          | Мартіна Навратілова Пем Шрайвер        | 3–6, 6–2, 6–7           |
| Поразка   | 4.   | Лис 1982 | Australian Open                  | Трава     | Ева Пфафф          | Мартіна Навратілова Пем Шрайвер        | 4–6, 2–6                |
| Перемога  | 3.   | Лют 1983 | Окленд                           | Килим (i) | Ева Пфафф          | Розмарі Касалс Венді Тернбулл          | 6–4, 4–6, 6–4           |
| Поразка   | 5.   | Бер 1983 | Фінал WTA                        | Килим (i) | Ева Пфафф          | Мартіна Навратілова Пем Шрайвер        | 5–7, 2–6                |
| Поразка   | 6.   | Тра 1983 | Berlin                           | Ґрунт     | Ева Пфафф          | Джо Дьюрі Енн Гоббс                    | 4–6, 6–7(2–7)           |
| Перемога  | 4.   | Лип 1983 | Hamburg European Open            | Ґрунт     | Беттіна Бюнге      | Іванна Мадруга Катрін Танв'є           | 7–5, 6–4                |
| Перемога  | 5.   | Кві 1984 | Гілтон-Гед                       | Ґрунт     | Гана Мандлікова    | Енн Гоббс Шерон Волш                   | 7–5, 6–2                |
| Перемога  | 6.   | Кві 1984 | Orlando                          | Ґрунт     | Гана Мандлікова    | Енн Гоббс Венді Тернбулл               | 6–0, 1–6, 6–3           |
| Поразка   | 7.   | Тра 1984 | French Open                      | Ґрунт     | Гана Мандлікова    | Мартіна Навратілова Пем Шрайвер        | 7–5, 3–6, 2–6           |
| Поразка   | 8.   | Сер 1984 | Монреаль                         | Тверде    | Гана Мандлікова    | Кеті Джордан Елізабет Смайлі           | 1–6, 2–6                |
| Перемога  | 7.   | Жов 1984 | Фільдерштадт                     | Килим (i) | Гелена Сукова      | Беттіна Бюнге Ева Пфафф                | 6–2, 4–6, 6–3           |
| Поразка   | 9.   | Жов 1984 | Цюрих                            | Килим (i) | Гана Мандлікова    | Андреа Леанд Андреа Темешварі          | 1–6, 3–6                |
| Перемога  | 8.   | Лис 1984 | Sydney                           | Трава     | Гелена Сукова      | Венді Тернбулл Шерон Волш              | 6–2, 7–6(7–4)           |
| Поразка   | 10.  | Лис 1984 | Australian Open                  | Трава     | Гелена Сукова      | Мартіна Навратілова Пем Шрайвер        | 3–6, 4–6                |
| Перемога  | 9.   | Гру 1984 | Токіо                            | Килим (i) | Гелена Сукова      | Елізабет Смайлі Катрін Танв'є          | 6–4, 6–4                |
| Поразка   | 11.  | Січ 1985 | Washington                       | Килим (i) | Гелена Сукова      | Джиджі Фернандес Мартіна Навратілова   | 3–6, 6–3, 3–6           |
| Поразка   | 12.  | Бер 1985 | Virginia Slims Championships     | Килим (i) | Гелена Сукова      | Мартіна Навратілова Пем Шрайвер        | 7–6(7–4), 4–6, 6–7(5–7) |
| Перемога  | 10.  | Тра 1985 | Berlin                           | Ґрунт     | Гелена Сукова      | Штеффі Граф Катрін Танв'є              | 6–4, 6–1                |
| Поразка   | 13.  | Тра 1985 | French Open                      | Ґрунт     | Гелена Сукова      | Мартіна Навратілова Пем Шрайвер        | 6–4, 2–6, 2–6           |
| Перемога  | 11.  | Лип 1985 | Лос-Анджелес                     | Тверде    | Гелена Сукова      | Гана Мандлікова Венді Тернбулл         | 6–4, 6–2                |
| Поразка   | 14.  | Сер 1985 | Mahwah                           | Тверде    | Гелена Сукова      | Кеті Джордан Елізабет Смайлі           | 6–7(6–8), 3–6           |
| Перемога  | 12.  | Сер 1985 | Відкритий чемпіонат США з тенісу | Тверде    | Гелена Сукова      | Мартіна Навратілова Пем Шрайвер        | 6–7(5–7), 6–2, 6–3      |
| Поразка   | 15.  | Жов 1985 | Zürich                           | Килим (i) | Гелена Сукова      | Гана Мандлікова Андреа Темешварі       | 4–6, 6–3, 5–7           |
| Поразка   | 16.  | Лис 1985 | Brisbane                         | Трава     | Гелена Сукова      | Мартіна Навратілова Пем Шрайвер        | 4–6, 7–6(8–6), 1–6      |
| Поразка   | 17.  | Лис 1985 | Australian Open                  | Трава     | Гелена Сукова      | Мартіна Навратілова Пем Шрайвер        | 3–6, 4–6                |
| Перемога  | 13.  | Гру 1985 | Tokyo                            | Килим (i) | Гелена Сукова      | Марселла Мескер Елізабет Смайлі        | 6–0, 6–4                |
| Поразка   | 18.  | Січ 1986 | Washington                       | Килим (i) | Гелена Сукова      | Мартіна Навратілова Пем Шрайвер        | 3–6, 4–6                |
| Поразка   | 19.  | Січ 1986 | Worcester                        | Килим (i) | Гелена Сукова      | Мартіна Навратілова Пем Шрайвер        | 3–6, 1–6                |
| Перемога  | 14.  | Бер 1986 | Dallas                           | Килим (i) | Гелена Сукова      | Гана Мандлікова Венді Тернбулл         | 4–6, 7–5, 6–4           |
| Поразка   | 20.  | Бер 1986 | Virginia Slims Турнір            | Килим (i) | Гелена Сукова      | Гана Мандлікова Венді Тернбулл         | 4–6, 7–6(7–4), 3–6      |
| Перемога  | 15.  | Кві 1986 | Амелія-Айланд                    | Ґрунт     | Гелена Сукова      | Габріела Сабатіні Катрін Танв'є        | 6–2, 5–7, 7–6(9–7)      |
| Поразка   | 21.  | Чер 1986 | Істборн                          | Трава     | Гелена Сукова      | Мартіна Навратілова Пем Шрайвер        | 2–6, 4–6                |
| Поразка   | 22.  | Сер 1986 | Los Angeles                      | Тверде    | Гелена Сукова      | Мартіна Навратілова Пем Шрайвер        | 4–6, 3–6                |
| Поразка   | 23.  | Лис 1986 | Worcester                        | Килим (i) | Гелена Сукова      | Мартіна Навратілова Пем Шрайвер        | 5–7, 3–6                |
| Перемога  | 16.  | Лис 1986 | Чикаго                           | Ґрунт     | Гелена Сукова      | Штеффі Граф Габріела Сабатіні          | 6–7(5–7), 7–6(7–5), 6–3 |
| Поразка   | 24.  | Лис 1986 | Virginia Slims Турнір            | Килим (i) | Гелена Сукова      | Мартіна Навратілова Пем Шрайвер        | 6–7(1–7), 3–6           |
| Перемога  | 17.  | Січ 1987 | Tokyo                            | Килим (i) | Гелена Сукова      | Еліз Берджін Пем Шрайвер               | 6–1, 7–6(7–5)           |
| Поразка   | 25.  | Лют 1987 | Кі-Біскейн                       | Тверде    | Гелена Сукова      | Мартіна Навратілова Пем Шрайвер        | 3–6, 6–7(6–8)           |
| Поразка   | 26.  | Лют 1987 | Рим                              | Ґрунт     | Гелена Сукова      | Мартіна Навратілова Габріела Сабатіні  | 4–6, 1–6                |
| Перемога  | 18.  | Тра 1987 | Berlin                           | Ґрунт     | Гелена Сукова      | Катаріна Ліндквіст Тіна Шоєр-Ларсен    | 6–1, 6–2                |
| Перемога  | 19.  | Чер 1987 | Вімблдонський турнір             | Трава     | Гелена Сукова      | Бетсі Нагелсен Елізабет Смайлі         | 7–5, 7–5                |
| Поразка   | 27.  | Сер 1987 | Toronto                          | Тверде    | Гелена Сукова      | Зіна Гаррісон Лорі Макніл              | 1–6, 2–6                |
| Перемога  | 20.  | Вер 1987 | Hamburg                          | Ґрунт     | Яна Новотна        | Наталія Єгорова Лейла Месхі            | 7–6(7–1), 7–6(8–6)      |
| Перемога  | 21.  | Лис 1987 | Chicago                          | Килим (i) | Гелена Сукова      | Зіна Гаррісон Лорі Макніл              | 6–4, 6–3                |
| Поразка   | 28.  | Лис 1987 | Virginia Slims Турнір            | Килим (i) | Гелена Сукова      | Мартіна Навратілова Пем Шрайвер        | 1–6, 1–6                |
| Поразка   | 29.  | Гру 1987 | Brisbane                         | Трава     | Гелена Сукова      | Бетсі Нагелсен Пем Шрайвер             | 6–2, 5–7, 2–6           |
| Поразка   | 30.  | Січ 1988 | Sydney                           | Трава     | Гелена Сукова      | Енн Генрікссон Крістіан Жоліссен       | 6–7(5–7), 6–4, 3–6      |
| Поразка   | 31.  | Бер 1988 | Boca Raton                       | Тверде    | Гелена Сукова      | Катріна Адамс Зіна Гаррісон            | 6–4, 5–7, 4–6           |
| Поразка   | 32.  | Кві 1988 | Hilton Head                      | Ґрунт     | Габріела Сабатіні  | Лорі Макніл Мартіна Навратілова        | 2–6, 6–2, 3–6           |
| Поразка   | 33.  | Тра 1988 | Berlin                           | Ґрунт     | Гелена Сукова      | Ізабель Демонжо Наталі Тозья           | 2–6, 6–4, 4–6           |
| Поразка   | 34.  | Тра 1988 | French Open                      | Ґрунт     | Гелена Сукова      | Мартіна Навратілова Пем Шрайвер        | 2–6, 5–7                |
| Поразка   | 35.  | Жов 1988 | Zürich                           | Килим (i) | Гелена Сукова      | Ізабель Демонжо Наталі Тозья           | 3–6, 3–6                |
| Перемога  | 22.  | Лис 1988 | Adelaide                         | Тверде    | Сільвія Ганіка     | Яна Новотна Лорі Макніл                | 7–5, 6–7(4–7), 6–4      |
| Поразка   | 36.  | Січ 1989 | Tokyo                            | Килим (i) | Мері Джо Фернандес | Катріна Адамс Зіна Гаррісон            | 3–6, 6–3, 6–7(5–7)      |
| Поразка   | 37.  | Сер 1989 | Los Angeles                      | Тверде    | Мері Джо Фернандес | Мартіна Навратілова Венді Тернбулл     | 2–5 ret.                |
| Перемога  | 23.  | Лют 1991 | Oslo                             | Килим (i) | Зілке Маєр         | Сабін Аппельманс Раффаелла Реджі       | 3–6, 6–2, 6–4           |
| Перемога  | 24.  | Кві 1991 | Hilton Head                      | Ґрунт     | Наташа Звєрєва     | Мері-Лу Деніелс Ліз Грегорі            | 6–4, 6–0                |
| Поразка   | 38.  | Сер 1991 | Toronto                          | Тверде    | Гелена Сукова      | Лариса Савченко-Нейланд Наташа Звєрєва | 6–1, 5–7, 2–6           |
| Перемога  | 25.  | Лют 1992 | Індіан-Веллс                     | Тверде    | Стефані Реге       | Джилл Гетерінгтон Кеті Ріналді         | 6–3, 6–3                |
| Поразка   | 39.  | Вер 1992 | Bayonne                          | Килим (i) | Стефані Реге       | Лінда Феррандо Петра Лангрова          | 6–1, 3–6, 4–6           |

## Виноски
1. 1 2  Player Profile // WTA website

| Тенісист | Це незавершена стаття про тенісиста чи тенісистку. Ви можете допомогти проєкту, виправивши або дописавши її. |